# Зимске параолимпијске игре 1984.
Зимске параолимпијске игре 1984 биле су треће зимске параолимпијске игре. Одржане су од 14. до 20. јануара 1984. у Инзбруку. Биле су то прве Зимске игре које је организовао тада Међународни координациони комитет (МПК), који је формиран 15. марта 1982. године у Лезену у Швајцарској. Ове игре су биле доступне свим спортистима са церебралном парализом. Такмичила су се три спорта: алпско скијање, скијашко трчање и брзе трке са санкама. Најуспешнији спортиста била је немачка алпска скијашица Рајнхилд Молер, која је освојила 3 златне и 1 сребрну медаљу.
Игре, тада познате као 3. Светске зимске игре за особе са инвалидитетом, у потпуности је одобрио Међународни олимпијски комитет (МОК). Редовне Зимске олимпијске игре 1984. одржане су у Сарајеву.

## Спортови
- Алпско скијање
- Трке са санкама на леду
- Скијашко трчање